# 僧坊荘園
「僧坊荘園」（そうぼうしょうえん、"The Adventure of the Abbey Grange"）は、イギリスの小説家、アーサー・コナン・ドイルによる短編小説。シャーロック・ホームズシリーズの一つで、56ある短編小説のうち36番目に発表された作品である。イギリスの『ストランド・マガジン』1904年9月号、アメリカの『コリアーズ・ウィークリー』1904年12月31日号に発表。1905年発行の第3短編集『シャーロック・ホームズの帰還』(The Return of Sherlock Holmes) に収録された。
訳者により「アベ農園」「アベイ農場」「修道院屋敷」などの邦題も使用される。正しくは「アビー」でカントリー・ハウスのこと。
また、ワトスンはこの話を最後にふたたびホームズに関する執筆をやめるつもりだった事が、「第二の汚点事件」冒頭で語られている。

## あらすじ
1897年冬のある朝、シャーロック・ホームズは、ワトソン博士を起こして、ケント州チズルハースト近くの僧房荘園にあるカントリー・ハウス内の殺人現場に駆けつけた。屋敷の主人でケント州一の富豪として知られるユースタス・ブラッケンストール卿は、明らかに泥棒によって殺された。初動捜査に当たりホームズたちを呼び寄せたスタンリー・ホプキンス警部は、近所で他のいくつかの強盗を犯した悪名高いランドールギャングによる犯行と信じている。
ブラッケンストール夫人はホームズに、ユースタス卿は暴力的で虐待的な酔っぱらいで、自分の結婚は幸せではなかったと話した上で、前夜のできごとを述べる。それによれば、彼女は前夜11時ごろに食堂のフランス窓から侵入してきた年配の男性に出会い、続いて2人の若い男性に出会った。年上の男は彼女の顔を殴り、彼女を昏倒させた。意識を取り戻した時、彼女は猿轡をかませられており、彼らが壊したベルロープでオークの椅子に縛られていた。ユースタス卿が部屋に入ってきて侵入者を攻撃したが、侵入者の1人が火かき棒で彼を殴り殺した。ブラッケンストール夫人は再び1、2分気を失った。彼女は侵入者がサイドボードから取ったボトルからワインを飲んでいるのを見た。それから彼らは銀の皿を持って立ち去った。
ユースタス卿の死体はまだ殺人現場に横たわっている。ホプキンス警部はホームズに、ユースタス卿についてのいくつかの不快なことを話した。彼は妻の犬に石油を注いで火をつけ焼き殺し、夫人のメイドのテレサにデカンターを投げつけたことがある。テレサは、ユースタス卿が虐待的なアルコール依存症であるというブラッケンストール夫人の話を裏付ける。
ホームズはベルロープを調べて、千切れるほど強く引っ張られていたら台所でベルが鳴っていたであろうと指摘し、なぜ誰もそれを聞いていないのかと尋ねる。ホプキンス警部は、夜遅い時間だった上に台所は家の裏側にあり、使用人は誰も聞いていなかったといい、このことは泥棒がこれを知っていたに違いないことを示唆しており、彼らと使用人との繋がりを示していると答える。奇妙なことに、泥棒が食堂から盗んだのはほんの数枚の銀の皿だけであった。ホームズは半分空のワインボトルとグラスに関心を持つ。コルクは引き出しの中の長いコルク抜きではなくポケットナイフのコルク抜きで抜かれており、グラスのうち一つだけに酒かすが残っていた。
ホームズは、明らかに解決している事件を調査するために呼ばれたことに腹を立てて、ロンドンに戻る電車に乗ることに決める。しかし、旅の途中で物事を熟考した後、ホームズは、ブラッケンストール夫人の話にはあまりにも多くの穴があり、おそらく彼女とテレサは故意に嘘をつき、偽装工作をしたと考える。ホームズは屋敷に戻って、犯罪現場をもう一度調べた後、殺人者がナイフでベルロープを切り、切り口を擦り切れて壊れたように見せかけたという結論に達する。ホームズはブラッケンストール夫人とテレサと対峙し、彼らが嘘をついて真実を隠していることを知っていると言うが、二人は前言を撤回しない。帰り道、ホームズは池の氷の穴に気づき、ホプキンスにメモを書く。ホームズは殺人者を探す。ほぼ確実に、ブラッケンストール夫人とテレサが保護する以前からの知り合いであり、残された結び目と活発な体格から船乗りであると推察する。ブラッケンストール夫人は、以前アデレード-サウサンプトン線の遠洋定期船「ジブラルタルの岩」に乗船していた。同船は現在オーストラリアへの航海中であるが、夫人が乗船した当時の一等航海士ジャック・クロッカーは船長に昇進してイギリスに残っており、2日後には会社の新しい船であるバスロックを指揮することになっている。ホームズは乗合馬車でスコットランドヤードに行くが、入らずに戻る。彼はワトソンに、彼がもっと知るまで犯罪者を警察に指名するのは気が進まないと話す。
その夜、ホプキンスはベイカー街221Bに2つの新しい情報をもたらす。
- ホームズがメモで示唆していたとおり、盗まれた銀食器は池の底で発見された。ホームズは、意図的に、盗難は盲目だったという誤った手がかりを示唆していたが、ホプキンスは、池が一時的な隠れ場所として選ばれたと合理化している。

- ランドールのギャングはその朝ニューヨークで逮捕されたので、前夜ケントで殺人を犯すことはできなかっただろう。

その夜遅く、ホームズからの電報によって呼ばれて、クロッカー船長がベイカーストリートにやってくる。ホームズは屋敷で起こったことの完全な説明を要求し、クロッカーに、嘘をついたり何かを隠したりした場合には警察を呼ぶことを警告する。
クロッカーはオーストラリアからの航海でメアリー（ブラッケンストール夫人）と出会い、彼女に恋をしたが、彼女は彼に恋をしなかった。その後、彼はたまたまテレサに会い、テレサからユースタス卿の虐待行為について聞く。前夜遅く、彼は家でメアリーと密かに会った。彼らが食堂にいたとき、ユースタス卿が現れ、メアリーを侮辱し、棍棒で彼女を殴り、クロッカーを攻撃した。クロッカーは自衛のために火かき棒でユースタス卿を殺した。クロッカーは何も後悔していないと付け加えた。スキャンダルを回避するために、クロッカーとテレサは泥棒の話を作成した。ホームズが推測したとおりに、クロッカーはベルロープを切り、ポケットナイフの栓抜きでワインボトルを開け、銀の皿を池に落とした。
ホームズはクロッカーに、警察はまだ真実を知らない、そして、真実を明らかにする前に24時間待って、クロッカーが逃げることを許すだろうと言う。クロッカーは憤慨して申し出を拒否し、メアリーを除外する事件のどのバージョンにも同意するだけだと主張する。ホームズはクロッカーをテストしただけであり、メアリーへの忠誠心に感銘を受けたと話す。彼はホプキンスに「優れたヒント」を与えており、それ以上のことをしなければならないとは感じていない。彼はワトソンを「陪審員」として指名して「評決を下す」ように求め、ワトソンはクロッカーを「無罪」と宣言する。ホームズはクロッカーに、ウォクス・ポプリー・ウォクス・デイー。他の誰かが起訴されない限り私は黙っています。1年後に彼女の元に戻ってきてください。彼女とあなたの将来が、私たちの今夜の判断を正当化するように、と話す。